# 都市出版
都市出版株式会社（とししゅっぱん）は、東京都千代田区に本社を置く日本の出版社。

## 会社概要
都市出版株式会社
- 設立 : 1987年（昭和62年）4月20日
- 本社 : 東京都千代田区飯田橋4－4－12 ワイズビル6階
- 代表者 : 高橋栄一
- 資本金 : 3,000万円
- 従業員数 : 9名
- 業務内容
  - 雑誌・書籍等の企画編集・制作・販売
  - 都市問題 ・国際問題を中心とする調査・研究
  - 都市問題・国際問題を中心とするセミナー、シンポジウム等の企画・運営
  - 広告・宣伝企画の業務代行
  - 各種委託出版
  - その他

## 出版物

### 雑誌
- 東京人（月刊誌）
- 外交（隔月刊誌）